# کارکس پلانتاگینئا
کارکس پلانتاگینئا (نام علمی: Carex plantaginea) نام یک گونه از سرده جگن است.